# 리즈로
리즈로(영어: LIZRO)는 루트레이블 소속 하이브리드 밴드이다.

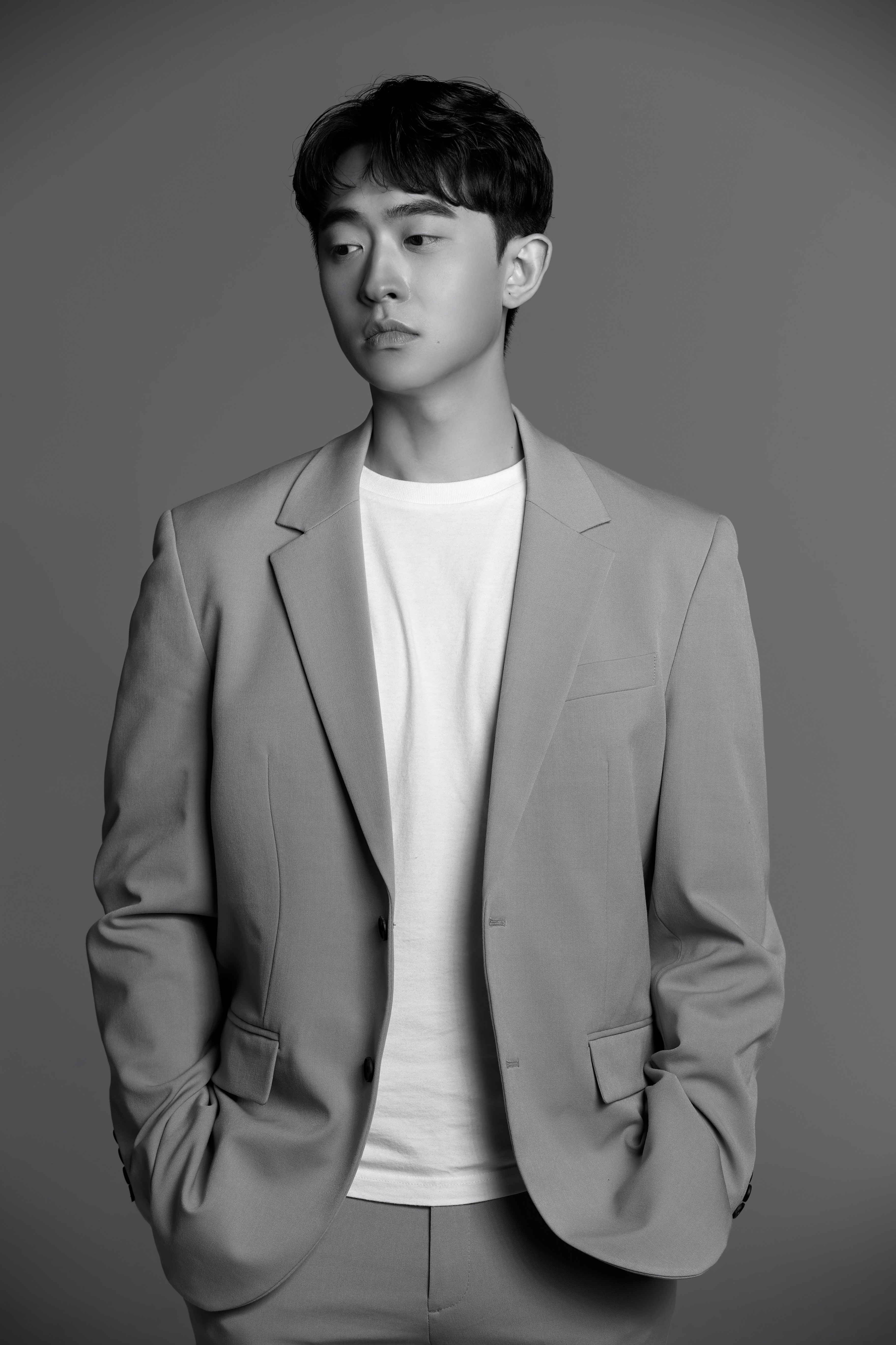

## 결성
2011년부터 리더 서정현은 'Man Can Be An Artist'라는 이름으로 음악 창작 및 공연을 시작한다.
주로 학과 밴드 및 지인들과 라이브, 버스킹, 축제 참여 등의 활동을 통해 음악적 기틀을 찾아나가는 시기였다고 볼 수 있다.
- 2011년 : 밴드 즐겨찾기(고려대학교 컴퓨터교육과 소모임) - 기타리스트 및 보컬로 활동
- 2011년~2015년 : 밴드 아이리드(Eyelid) 멤버 - 기타리스트 및 보컬로 활동
- 2012년 : 밴드 Adios
- 2014년 : 밴드 리즈로

2015년 중반까지 서울 혜화, 홍대에서의 공연과 버스킹과 자작곡을 만들며 경험을 쌓아가던 중 조원태와 함께 리즈로의 첫 번째 앨범(Walking 20th)을 만들게 된다.
1년간 작곡과 작사를 서정현이 주도하고, 조원태가 노래를 불러 완성된 첫 정규앨범 (Walking 20th)와 에필로그 앨범 (그 모습 그대로)을 발매한다.
본격적인 밴드 '리즈로'의 멤버 구성은 2016년 중반 드러머(이석우)와의 멤버 모집을 통해 이뤄졌다.
멤버 서정현이 밴드 사운드를 강화하고 음악을 함께 할 멤버를 찾아 나서기에 이른다. 
2016년 9월, 여러 지원자들과의 시행착오를 거쳐 최종적으로 멤버로 이석우가 합류한다.
앨범 Blue Peter(2017), You Can Say(2017), 사내연애(2017), 달빛보고서(2018)를 발매하며 밴드활동을 이어나가던 중 리즈로는 소속사 루트레이블에 들어가게 된다.
유한시간(2018), Christmas with Routelabel(2018), S.O.S(2019)등을 발매하고
2020년 [The Butterflt Dream] 시리즈 이후 멤버 이석우는 잠정적으로 리즈로 멤버로서의 활동을 중단하게 된다.
현재 리즈로는 멤버 서정현의 가명이고, 원맨밴드로서 작품활동을 이어나가고 있다.

## 밴드명에 담긴 의미
밴드명 '리즈로'는 한국에서 전성기를 의미하는 인터넷 용어 리즈시절의 '리즈'에 움직임의 방향을 나타내는 한국어 격조사 '로'를 더해 '리즈로'로 지어졌다.
구체적인 밴드명 의미에 대해 서정현은 "지금 내 모습이 가장 빛나는 모습이고, 그 모습은 내일이면 더 빛나고 멋지다는 뜻으로 만든 이름이다."라고 언급했다.

## 구성원 정보
| 리즈로(LIZRO) | 리즈로(LIZRO) |
| --- | ------------- |
| ⠀⠀⠀⠀⠀⠀⠀⠀⠀서정현 |               |
| 생년월일 1992년 12월 15일 출생지 대전광역시 학력 대덕초, 대덕중, 대덕고, 고려대학교 컴퓨터학과(졸업) 포지션 보컬/작곡/작사/기타 |               |

## 발매 앨범 및 음악
유한시간 (2018.11.03) <싱글>⠀⠀⠀
- ⠀유한한 시간, 유한한 공간 안에서 우리는 많은 선택을 하고, 그 속에서 살면서 많은 갈등을 마주하고 고뇌와 후회를 반복하며 살아간다.
광활하지만 제한된 시간과 공간 안에서 조금은 허무한 마음이 들 수도 있지만 그만큼 더 열심히 살아야 한다는 것, 후회 없는 우리의 인생을 위해 깊게 고민하고 생각해야 한다는 의지와 철학을 리즈로의 감성을 담아 그려냈다.
| #  | 제목         | 재생 시간 |
| -- | ------------ | --------- |
| 1. | 〈유한시간〉 | 3:43      |

S.O.S 2019.08.29) <싱글>⠀⠀⠀
- ⠀여름의 끝, 밴드 LIZRO의 색깔을 담은 시원한 일렉트로니카 하우스 앨범
작년 9월, 밴드 리즈로(LIZRO)가 싱글 '유한시간'을 통해 시티팝(CityPop)으로 음악의 스펙트럼을 넓힌지 1년만에 일렉트로니카로의 또다른 확장을 성공했다.
| #  | 제목      | 재생 시간 |
| -- | --------- | --------- |
| 1. | 〈S.O.S〉 | 3:45      |
| 2. | 〈꿈〉    | 3:22      |

Dream 1 (2020.05.03) <싱글>⠀⠀⠀
- ⠀하이브리드 밴드 리즈로의 정규 앨범 프로젝트 The Butterfly Dream이 시작 된다.
| #  | 제목       | 재생 시간 |
| -- | ---------- | --------- |
| 1. | 〈끝처음〉 | 3:01      |
| 2. | 〈Globe〉  | 2:41      |

Dream 2 (2020.06.07) <싱글>⠀⠀⠀
- ⠀LIZRO의 The Butterfly Dream 시리즈
하이브리드 밴드 리즈로의 정규 앨범 프로젝트 The Butterfly Dream 시리즈의 두 번째, Dream 2가 발매된다.
산소를 뜻하는 노래의 인상적인 제목을 가진 'O2'라는 노래는 우리가 살아가면서 반드시 필요한 공기만큼,
사랑이 자신에게 꼭 필요하며 더 많은 사랑을 원한다는 의미를 내포하고 있다.
| #  | 제목   | 재생 시간 |
| -- | ------ | --------- |
| 1. | 〈O2〉 | 3:43      |

Dream 3 (2020.07.20) <싱글>⠀⠀⠀
- ⠀밴드 리즈로의 정규 앨범 프로젝트 The Butterfly Dream 시리즈의 세 번째 싱글, Dream 3 가 발매된다.
밤하늘에 떨어지는 별똥별은 나에게 점점 더 빠르게 다가오며 더욱 더 빛나는 사랑으로 비유한 이번 곡은,
록과 힙합의 결합한 리즈로만의 독창적인 음악 색깔과, 음악적인 철학을 통해 그 방대한 세계관을 느껴볼 수 있다.
| #  | 제목              | 재생 시간 |
| -- | ----------------- | --------- |
| 1. | 〈Shooting Star〉 | 3:18      |

Dream 4 (2020.09.13) <싱글>⠀⠀⠀
- ⠀지는, 기우는 달로써 조금씩 자신의 모습이 어둠으로 사라져가는 그믐달처럼,
기억이 사라져가는 누군가의 모습을 달에 비유해 노래한 '그믐달'은, 리즈로의 감성이 가득한 멜로디에 담긴 가사와
밤의 달을 떠올리듯 담백하고 모던하게 담아낸 발라드풍의 분위기 때문에 진한 여운으로 빠지게 만드는 곡이다.
| #  | 제목       | 재생 시간 |
| -- | ---------- | --------- |
| 1. | 〈그믐달〉 | 4:04      |

Dream 5 (2020.10.24) <싱글>⠀⠀⠀
- ⠀이별한 사람을 잊어버리고 지우는 과정에서, 지나간 연인과의 좋은 기억을 회상하는 모습을 그린 노래 'Hi Blossom'은, 
정규앨범 시리즈의 첫번째 앨범 Dream 1의 'Globe'에서 함께 노래했던 near 와 또 다시 호흡을 맞췄다. 
슬프지만 기쁘고, 아름답지만 어두운 복합적인 감정을 리즈로만의 몽환적인 분위기로 그려낸 'Hi Blossom'은 앞으로의 리즈로의 활동을 더욱 기대하게 만든다. 
| #  | 제목           | 재생 시간 |
| -- | -------------- | --------- |
| 1. | 〈Hi Blossom〉 | 3:38      |

Dream 6 (2020.11.30) <싱글>⠀⠀⠀
- ⠀하이브리드 밴드 리즈로의 정규 앨범 시리즈 The Butterfly Dream 의 여섯 번째 앨범, Dream 6가 발매된다.
꿈, 사랑 등 자신의 길을 걸어가는 모든 사람들이 일상과 현실에 지칠 때마다 그 힘든 마음을 조절하고 다시 일어나 그 목표를 향해 나아가자는 담대한 의미를 가진 곡 'LOVECONTROL'은 리즈로만의 감성이 넘치는 가사와 멜로디가 일렉트로닉 사운드와 함께 더해져 더욱 더 신나고 에너지 넘치는 곡으로 탄생했다.
| #  | 제목            | 재생 시간 |
| -- | --------------- | --------- |
| 1. | 〈LOVECONTROL〉 | 3:11      |

연애혁명 OST (2021.8.4) <싱글>⠀⠀⠀
- ⠀네이버 웹툰 연애혁명 OST '딜레마' 공개! "우린 이대로 점점 멀어지는 것 같아 아무리 말해도 아니라고 해도 그게 아니잖아" 네이버 웹툰 연애혁명의 OST '딜레마' 가 공개되었다. 얼터너티브 락 장르의 이번 앨범은, 하이브리드 밴드 LIZRO가 직접 작사, 작곡, 편곡에 참여하여 그 만의 색깔을 더했고, 극 중 캐릭터들의 얽히고 꼬인 감정들을 쓸쓸하며 몽환적인 목소리로 담아냈다.
| #  | 제목       | 재생 시간 |
| -- | ---------- | --------- |
| 1. | 〈딜레마〉 | 3:06      |

I Remember (2022.1.2) <싱글>⠀⠀⠀
- ⠀연애혁명 OST 'Dilemma' 이후 새롭게 찾아온 리즈로의 싱글 앨범 'I Remember' 그동안 '유한시간', 'The Butterfly Dream' 시리즈를 통해 시간, 기억, 꿈 등의 주제를 노래하던 색깔에서 벗어나 이번에는 달콤한 사랑과 추억에 대해 노래하며 또 다른 분위기를 만들어 냈다. EDM, 씨티팝, 어쿠스틱, 펑크 록, 얼터너티브 록 등 다양한 장르를 구현해온 밴드 LIZRO의 또 다른 모습을 만나볼 수 있는 이번 앨범은, 코로나로 지쳐있는 이들에게 영화 같았던 추억을 선물하기에 충분하다. 2년간 지속되는 팬데믹을 겪으면서 우리는 매일 매일 꿈을 소망합니다. 꽃향기 가득했던 캠퍼스, 찬란히 빛나던 가을의 단풍잎, 사랑하는 이와 꿈꾸었던 날들, 지키지 못한 약속들, 우리는 영화 같았던 추억과 기억으로 돌아가고 싶습니다. 여러분에게 행복했던 기억을 잠시나마 선물합니다.
| #  | 제목           | 재생 시간 |
| -- | -------------- | --------- |
| 1. | 〈I Remember〉 | 4:14      |

연애혁명 OST (2023.3.22) <싱글>⠀⠀⠀
- ⠀ 네이버 웹툰 '연애혁명' 정규 OST 앨범

Goodbye! 연애혁명
| #  | 제목        | 재생 시간 |
| -- | ----------- | --------- |
| 1. | 〈Anymore〉 | 3:26      |

## 참여 앨범 및 음악
LIZRO X WT - Walking 20th (2016.04.23) <정규 1집>
- 20대를 지나며 경험한 연애 이야기, 지난 시간에 대한 아쉬움, 남은 20대와 그 후에 대한 고민
- 바라왔던 것, 기다리던 것, 좋아하는 것, 사랑하는 것, 나에게 점점 가까워오길.

```
⠀⠀  ⠀⠀⠀
```

| #   | 제목                     | 재생 시간 |
| --- | ------------------------ | --------- |
| 1.  | 〈Neardawn〉             | 5:03      |
| 2.  | 〈I Remember〉           | 4:05      |
| 3.  | 〈꽃신에게〉             | 5:20      |
| 4.  | 〈Beyond〉               | 4:57      |
| 5.  | 〈Waling 20th〉          | 1:54      |
| 6.  | 〈회전목마〉             | 3:52      |
| 7.  | 〈우리 얘긴 아니겠지만〉 | 5:04      |
| 8.  | 〈Bicycle〉              | 1:12      |
| 9.  | 〈사랑하는 사람에게서〉  | 3:54      |
| 10. | 〈겨울새〉               | 2:13      |
| 11. | 〈Back〉                 | 4:57      |
| 12. | 〈Skyway〉               | 6:33      |

LIZRO X WT - 그 모습 그대로 (2016.04.27) <싱글>
- 그 모습 그대로 남겨두고 싶은 나의 20대, 그 뒷 이야기  ⠀
- 외려 참 아름답지 지나간 저 날들이 ⠀⠀⠀  ⠀⠀⠀

| #  | 제목               | 재생 시간 |
| -- | ------------------ | --------- |
| 1. | 〈그 모습 그대로〉 | 4:47      |

Route Label - Chirstmas With ROUTE LABEL (2018.12.17) <정규>
- ⠀뭘 좋아할지 몰라서, 다 준비해 봤어!
ROUTE LABEL의 첫 번째 크리스마스 프로젝트 앨범 [Christmas With ROUTE LABEL]
크리스마스의 따뜻함을 가득 담은 정규 앨범!
| #  | 제목                           | 재생 시간 |
| -- | ------------------------------ | --------- |
| 1. | 〈Christmas Holy Night〉       | 2:48      |
| 2. | 〈Happy Christmas〉            | 3:42      |
| 3. | 〈크리스마스잖아요〉           | 5:00      |
| 4. | 〈겨울 이맘때〉                | 3:28      |
| 5. | 〈Eve〉                        | 3:24      |
| 6. | 〈With You〉                   | 3:56      |
| 7. | 〈이 노래를 듣고 있을 너에게〉 | 3:09      |
| 8. | 〈Christmas Memory〉           | 3:52      |

동향 및 행보
- 2017.02.13 홍대 언플러그드 오픈마이크 공연
- 2017.03.27 송파 TOV Coffee 오픈마이크 공연
- 2017.04.10 홍대 언플러그드 오픈마이크 공연
- 2017.06.27 리즈로 마이너 갤러리 개설
- 2017.07.07 삼청동 북콘서트 티파티 공연
- 2017.08.19 평창 샬레 리조트 공연
- 2017.09.15 홍대 상상마당 공연
- 2017.09.20 압구정 락앤롤 라이브홀 공연
- 2017.09.27 압구정 락앤롤 라이브홀 공연
- 2017.10.06 평창 샬레 리조트 공연
- 2017.10.11 압구정 락앤롤 라이브홀 공연
- 2017.10.27 압구정 락앤롤 라이브홀 공연
- 2017.11.08 압구정 락앤롤 라이브홀 공연
- 2017.11.15 압구정 락앤롤 라이브홀 공연
- 2017.11.17 홍대 상상마당 공연
- 2017.11.24 홍대 크랙 공연
- 2017.11.28 '사내연애' 뮤직비디오 발매
- 2017.12.05 클럽 FF 공연
- 2017.12.22 스페이스 클라우드 선정 단독공연 개최(가비제작소)
- 2018.12.01 Fortitude 공연
- 2018.12.26 에반스라운지 Christmas with Route label 공연

## 기타
- Cathay Pacific 항공사 기내 수록 음악에 LIZRO X WT의 Walking 20th가 수록되었다.